# Визнання одностатевих партнерств у Греції
Греція визнає угоди про спільне проживання, які надають одностатевим парам деякі права та переваги шлюбу. Законодавство, що дозволяє такі спілки, було схвалено парламентом Греції 23 грудня 2015 року та опубліковано в Урядовій газеті наступного дня. У 2022 році опозиційна партія «Сіріза» подала законопроєкт про право на одностатеві шлюби та усиновлення і пообіцяла легалізувати такі союзи, якщо партія виграє наступні загальні вибори у 2023 році.

## Договори про спільне проживання

### Запровадження угод про спільне проживання різностатевих пар
Уряд Греції під керівництвом прем'єр-міністра Костаса Караманліса, який керував до жовтня 2009 року, виступав проти одностатевих шлюбів. Уряд, очолюваний Новою демократією, запропонував закон, який надає кілька прав неодруженим парам, але лише парам різної статі. Очікується, що в разі внесення закону в грецькі чи європейські суди визнають його неконституційним або суперечать принципам ЄС.
Загальногрецький соціалістичний рух (ПАСОК) під керівництвом Георгія Папандреу, який тоді був в опозиції, представив у квітні 2006 року законодавчу пропозицію щодо визнання неодружених пар, як одностатевих, так і різностатевих, наслідуючи французький приклад пакту громадянської солідарності. Однак, на думку деяких ЛГБТ-груп, суперечлива термінологія пропозиції мало просунулася в правах ЛГБТ, а запропонований PASOK закон про партнерство забороняв одностатевим парам усиновлювати дітей. У листопаді 2008 року ПАСОК знову подав проєкт закону про угоди про співжиття, але він не пройшов у парламенті.
Відповідаючи на пропозиції уряду у 2008 році запровадити законні права для співжиття пар, архієпископ Афінський Ієронім II, настоятель Церкви Греції, припустив, що «необхідно змінюватися з часом». Однак незрозуміло, чи ця точка зору застосовувалася до одностатевих пар, особливо тому, що Церква раніше виступала проти прав ЛГБТ загалом і законів про громадянський союз зокрема.
Закон 3719/2008 («Реформи, що стосуються сім'ї, дітей і суспільства»), який набув чинності 26 листопада 2008 року, встановив форму партнерства, відому як «угоди про спільне проживання» (грец. σύμφωνο συμβίωσης, sýmphōno symbíosēs), але доступний лише парам протилежної статі.

### Поширення договорів про спільне проживання на одностатеві пари
Перед парламентськими виборами в жовтні 2009 року Всегрецький соціалістичний рух (PASOK) оголосив про підтримку одностатевих зареєстрованих партнерств у відповіді на анкету, надіслану групою захисту прав геїв OLKE. ПАСОК зрештою виграв вибори. 17 вересня 2010 року міністр юстиції Харіс Кастанідіс оголосив про створення спеціального комітету для підготовки закону про зареєстроване партнерство, який охоплюватиме як одностатеві, так і різностатеві пари. Комітет був утворений 29 липня 2010 року і, за словами його членів, його завдання полягало у внесенні пропозицій щодо модернізації сімейного законодавства. До кінця 2010 року він обговорював питання щодо гетеросексуальних пар, а з січня 2011 року — питання щодо одностатевих пар. 19 серпня 2011 року урядовець оголосив, що скоро буде прийнято законодавство, яке визнає одностатеві стосунки. У лютому 2013 року міністр юстиції Антоніс Рупакіотіс заявив, що уряд розглядає можливість внесення змін до закону про угоду про спільне проживання, щоб включити одностатеві пари.
8 лютого 2011 року Європейський суд з прав людини (ЄСПЛ) вирішив об'єднати та прийняти дві справи від чотирьох пар щодо порушення статті 8 (повага до приватного та сімейного життя), статті 14 (свобода від дискримінації) та статті 13 (ефективний засіб правового захисту) Європейської конвенції з прав людини. Справи були передані до ЄСПЛ у результаті того, що грецький уряд запровадив законодавство про угоду про спільне проживання, яке прямо та прямо виключало одностатеві пари. 7 листопада 2013 року ЄСПЛ виніс рішення у справі Валліанатос та інші проти Греції та вважає, що виключення одностатевих пар з угод про спільне проживання є дискримінаційним. 12 листопада ПАСОК оголосила про намір внести законопроєкт про поширення закону про угоду про спільне проживання на одностатеві пари.
У листопаді 2014 року було оголошено, що буде розглянуто багато серйозних змін до грецького сімейного законодавства, найпомітнішою з яких є розширення угод про спільне проживання на одностатеві пари. Також повідомлялося, що Мін'юст не розглядає одностатеві шлюби.

#### Прийняття закону у 2015 році
9 лютого 2015 року, після парламентських виборів у січні 2015 року, уряд під керівництвом Сірізи, який склав присягу 27 січня 2015 року, пообіцяв поширити угоди про спільне проживання на одностатеві пари. 24 квітня 2015 року Генеральний секретар Міністерства юстиції оголосив про намір уряду внести законопроєкт до парламенту Греції протягом двох місяців. Одразу після цього було сформовано комісію для вивчення питання до 15 червня 2015 року. Законопроєкт опубліковано 10 червня 2015 року.
9 листопада 2015 року було опубліковано новий проєкт закону про договір про спільне проживання, який надає деякі права шлюбу. Законопроєкт перебував на громадському обговоренні до 20 листопада. Міністр юстиції Нікос Параскевопулос оголосив, що законодавство не поширюватиметься на право усиновлення та що це питання буде вивчено в майбутньому. Законопроєкт був поданий до парламенту 9 грудня і схвалений 23 грудня 2015 року 194 проти 55 при 51 утримався після суперечливих дебатів, які тривали десять годин. Законопроєкт підтримали панівна ліва партія «Сіріза», «Демократичне об'єднання», «Річка» та Союз центристів, але проти виступили Комуністична партія Греції, національно-консервативна «Незалежні греки» та ультраправа партія «Золотий світанок». Ліберально-консервативна Нова демократія була розділена за голосами. Закон був підписаний президентом Прокопісом Павлопулосом і опублікований в Урядовій газеті 24 грудня 2015 року. Він набрав чинності з моменту публікації. Першу угоду про одностатеве співжиття було укладено в Афінах 25 січня 2016 року мером Йоргосом Камінісом.
9 листопада 2016 року уряд подав законопроєкт, який прирівнює угоди про спільне проживання до шлюбів у кількох сферах, включаючи пільги при працевлаштуванні та права працівників. Законопроєкт був схвалений парламентом 2 грудня 201 голосуванням проти 21. Він був підписаний президентом Павлопулосом 8 грудня 2016 року та набув чинності після публікації в офіційному журналі наступного дня.

### Статистика
За даними Статистичного управління Греції, кількість угод про спільне проживання, укладених на рік, є наступною:
| Рік    | Одностатеві партнерства | Одностатеві партнерства | Одностатеві партнерства | Гетеросексуалні партнерства | Всього партнерств | % одностатевих |
| Рік    | Жінки                   | Чоловіки                | Всього                  | Гетеросексуалні партнерства | Всього партнерств | % одностатевих |
| ------ | ----------------------- | ----------------------- | ----------------------- | --------------------------- | ----------------- | -------------- |
| 2016   | 50                      | 167                     | 217                     | 3,579                       | 3,796             | 5,72 %         |
| 2017   | 40                      | 94                      | 134                     | 4,787                       | 4,921             | 2,72 %         |
| 2018   | 55                      | 231                     | 286                     | 6,083                       | 6,369             | 4,49 %         |
| 2019   | 54                      | 199                     | 253                     | 7,671                       | 7,924             | 3,19 %         |
| 2020   | 64                      | 172                     | 236                     | 8750                        | 8,986             | 2,63 %         |
| 2021   | 89                      | 225                     | 314                     | 11,236                      | 11 550            | 2,72 %         |
| Всього | 352                     | 1,088                   | 1440                    | 42,106                      | 43,546            | 3,31 %         |

## Одностатеві шлюби

### Перші шлюби в Тілосі
У 2008 році група захисту прав геїв OLKE оголосила про свій намір подати до суду на муніципалітети, які відмовлялися одружувати одностатеві пари, вказуючи на лазівку в законі 1982 року, який легалізував цивільний шлюб між «особами» без посилання на стать.
3 червня 2008 року мер Тілоса Анастасіос Аліферіс одружив дві одностатеві пари, двох лесбійок і двох геїв, посилаючись на юридичну лазівку. Його різко критикували священнослужителі Грецької церкви, які в минулому також виступали проти запровадження гетеросексуального цивільного шлюбу, початкового наміру закону 1982 року. Міністр юстиції Сотіріос Хацігакіс оголосив шлюби Тілос «недійсними», а прокурор Верховного суду Георгіос Санідас попередив мера Аліферіса про правові наслідки його «порушення обов'язків», але він сказав, що «не мав наміру анулювати шлюби». Урядові чиновники подали до суду позов про анулювання двох одностатевих шлюбів, викликавши демонстрації та протести серед ЛГБТ-спільноти.
5 травня 2009 року суд першої інстанції на Родосі визнав шлюби недійсними, але пари оскаржили це рішення. Засідання по справі судом апеляційної інстанції відбулося 14 січня 2011 року. Суд виніс рішення про визнання обох шлюбів недійсними 14 квітня 2011 року. 30 листопада 2017 року це рішення було залишено без змін Верховним Судом. Подружжя оголосили про намір подати на Грецію до Європейського суду з прав людини.

### Уряд Міцотакіса (2019—2023)
10 червня 2019 року прем'єр-міністр Алексіс Ципрас заявив, що одностатеві шлюби будуть легалізовані, якщо його партія «Сіріза» виграє парламентські вибори 7 липня 2019 року. Однак його партія не була переобрана. У червні 2022 року законодавці Сірізи внесли до парламенту Греції законопроєкт про одностатеві шлюби, але проти цього виступили уряд і прем'єр-міністр Кіріакос Міцотакіс.

### Вибори 2023 року
1 квітня 2023 року Ципрас пообіцяв легалізувати одностатеві шлюби, якщо його партія буде обрана до уряду на парламентських виборах у травні 2023 року.

## Громадська думка
Опитування Focus Bari у травні 2015 року показало, що 70 % греків погоджуються з тим, що громадянське партнерство має бути поширене на одностатеві пари. Це ж опитування також показало, що більшість підтримують одностатеві шлюби: 56 % за і 35 % проти. Опитування, проведене DiaNEOsis у грудні 2016 року, показало, що 50 % греків підтримують одностатеві шлюби, а 26 % виступають за усиновлення одностатевими парами.
Євробарометр 2019 року показав, що 39 % греків вважають, що одностатеві шлюби повинні бути дозволені по всій Європі, тоді як 56 % були проти. Те ж опитування показало, що 64 % респондентів погоджуються з твердженням: «Геї, лесбійки та бісексуали повинні мати ті ж права, що й гетеросексуали», тоді як 32 % не погоджуються. Ці цифри відзначили зростання на 6 % і 2 % відповідно порівняно з дослідженням Євробарометра 2015 року.
Опитування 2020 року, проведене Фондом Фрідріха Науманна у співпраці з KAPA Research, показало, що одностатеві шлюби підтримують 56 % респондентів, тоді як усиновлення одностатевими парами підтримують 40 %.